# Temporada 1990-91 de los Boston Celtics
La temporada 1990-91 fue la cuadragésimo quinta de los Boston Celtics en la NBA. La temporada regular acabó con 56 victorias y 26 derrotas, acabando segundos de la Conferencia Este y clasificándose para los playoffs, donde cayeron en semifinales de conferencia ante los Detroit Pistons.

## Elecciones en el Draft
| Ronda | Puesto | Jugador   | Posición | Nacionalidad   | Universidad/Club |
| ----- | ------ | --------- | -------- | -------------- | ---------------- |
| 1     | 19     | Dee Brown | Escolta  | Estados Unidos | Jacksonville     |

## Temporada regular
| División Atlántico   | División Atlántico | División Atlántico | División Atlántico | División Atlántico | División Atlántico | División Atlántico | División Atlántico | División Atlántico |
| Equipo               | G                  | P                  | %                  | PD                 | Casa               | Fuera              | Div                |                    |
| -------------------- | ------------------ | ------------------ | ------------------ | ------------------ | ------------------ | ------------------ | ------------------ | ------------------ |
| y-Boston Celtics     | 56                 | 26                 | .683               | —                  | 35–6               | 21–20              | 20-6               |                    |
| x-Philadelphia 76ers | 44                 | 38                 | .537               | 12                 | 29-12              | 15-26              | 14-12              |                    |
| x-New York Knicks    | 39                 | 43                 | .476               | 17                 | 21-20              | 18-23              | 17–9               |                    |
| Washington Bullets   | 30                 | 52                 | .366               | 26                 | 21-20              | 9-32               | 10-16              |                    |
| New Jersey Nets      | 26                 | 56                 | .317               | 30                 | 20-21              | 6–35               | 8-18               |                    |
| Miami Heat           | 24                 | 58                 | .293               | 32                 | 18-23              | 6-35               | 9-17               |                    |

## Playoffs

### Primera ronda
Boston Celtics  vs. Indiana Pacers
| Fecha       | Partido                                | Ciudad       |
| ----------- | -------------------------------------- | ------------ |
| 26 de abril | Boston Celtics 127, Indiana Pacers 100 | Boston       |
| 28 de abril | Boston Celtics 118, Indiana Pacers 130 | Boston       |
| 1 de mayo   | Indiana Pacers 105, Boston Celtics 112 | Indianapolis |
| 3 de mayo   | Indiana Pacers 116, Boston Celtics 113 | Indianapolis |
| 5 de mayo   | Boston Celtics 124, Indiana Pacers 121 | Boston       |
|             | Boston Celtics gana las series 3-2     |              |

### Semifinales de Conferencia
Boston Celtics  vs. Detroit Pistons
| Fecha      | Partido                                 | Ciudad  |
| ---------- | --------------------------------------- | ------- |
| 7 de mayo  | Boston Celtics 75, Detroit Pistons 86   | Boston  |
| 9 de mayo  | Boston Celtics 109, Detroit Pistons 103 | Boston  |
| 11 de mayo | Detroit Pistons 83, Boston Celtics 115  | Detroit |
| 13 de mayo | Detroit Pistons 104, Boston Celtics 97  | Detroit |
| 15 de mayo | Boston Celtics 111, Detroit Pistons 116 | Boston  |
| 17 de mayo | Detroit Pistons 117, Boston Celtics 113 | Detroit |
|            | Detroit Pistons gana las series 4-2     |         |

## Estadísticas

### Temporada regular
| Rk | Jugador          | Edad | P  | PT | MP   | TC  | TCI  | %TC  | T3  | T3I | %T3  | TL  | TLI | %TL  | RO  | RD  | RT   | AS  | RB  | TAP | BP  | FP  | PTS  |
| -- | ---------------- | ---- | -- | -- | ---- | --- | ---- | ---- | --- | --- | ---- | --- | --- | ---- | --- | --- | ---- | --- | --- | --- | --- | --- | ---- |
| 1  | Larry Bird       | 34   | 60 | 60 | 38.0 | 7.7 | 17.0 | .454 | 1.3 | 3.3 | .389 | 2.7 | 3.1 | .891 | 0.9 | 7.6 | 8.5  | 7.2 | 1.8 | 1.0 | 3.1 | 2.0 | 19.4 |
| 2  | Reggie Lewis     | 25   | 79 | 79 | 36.4 | 7.6 | 15.4 | .491 | 0.0 | 0.2 | .077 | 3.6 | 4.3 | .826 | 1.5 | 3.7 | 5.2  | 2.5 | 1.2 | 1.1 | 1.9 | 3.0 | 18.7 |
| 3  | Brian Shaw       | 24   | 79 | 79 | 35.1 | 5.6 | 11.9 | .469 | 0.0 | 0.3 | .111 | 2.6 | 3.2 | .819 | 1.3 | 3.4 | 4.7  | 7.6 | 1.3 | 0.4 | 2.8 | 2.6 | 13.8 |
| 4  | Kevin Gamble     | 25   | 82 | 76 | 33.0 | 6.7 | 11.4 | .587 | 0.0 | 0.1 | .000 | 2.3 | 2.8 | .815 | 1.0 | 2.2 | 3.3  | 3.1 | 1.2 | 0.4 | 1.8 | 2.9 | 15.6 |
| 5  | Kevin McHale     | 33   | 68 | 10 | 30.4 | 7.4 | 13.4 | .553 | 0.2 | 0.5 | .405 | 3.4 | 4.0 | .829 | 2.1 | 4.9 | 7.1  | 1.9 | 0.4 | 2.1 | 2.1 | 2.9 | 18.4 |
| 6  | Robert Parish    | 37   | 81 | 81 | 30.1 | 6.0 | 10.0 | .598 | 0.0 | 0.0 | .000 | 2.9 | 3.8 | .767 | 3.3 | 7.2 | 10.6 | 0.8 | 0.8 | 1.3 | 1.9 | 2.4 | 14.9 |
| 7  | Dee Brown        | 22   | 82 | 5  | 23.7 | 3.5 | 7.5  | .464 | 0.1 | 0.4 | .206 | 1.7 | 1.9 | .873 | 0.5 | 1.7 | 2.2  | 4.2 | 1.0 | 0.2 | 1.7 | 2.0 | 8.7  |
| 8  | Ed Pinckney      | 27   | 70 | 16 | 16.6 | 1.9 | 3.5  | .539 | 0.0 | 0.0 | .000 | 1.5 | 1.7 | .897 | 2.2 | 2.7 | 4.9  | 0.6 | 0.9 | 0.6 | 0.6 | 2.1 | 5.2  |
| 9  | Joe Kleine       | 29   | 72 | 1  | 11.8 | 1.4 | 3.0  | .468 | 0.0 | 0.0 | .000 | 0.8 | 1.0 | .783 | 1.0 | 2.4 | 3.4  | 0.3 | 0.2 | 0.2 | 0.7 | 1.5 | 3.6  |
| 10 | Michael Smith    | 25   | 47 | 3  | 8.3  | 2.0 | 4.3  | .475 | 0.1 | 0.5 | .250 | 0.5 | 0.6 | .815 | 0.4 | 0.7 | 1.2  | 0.9 | 0.1 | 0.0 | 0.8 | 0.6 | 4.6  |
| 11 | Derek Smith      | 29   | 2  | 0  | 8.0  | 0.5 | 2.0  | .250 | 0.0 | 0.5 | .000 | 1.5 | 2.0 | .750 | 0.0 | 0.0 | 0.0  | 2.5 | 0.5 | 0.5 | 0.5 | 1.5 | 2.5  |
| 12 | A.J. Wynder      | 26   | 6  | 0  | 6.5  | 0.5 | 2.0  | .250 | 0.0 | 0.2 | .000 | 1.0 | 1.3 | .750 | 0.2 | 0.3 | 0.5  | 1.3 | 0.2 | 0.0 | 0.7 | 0.2 | 2.0  |
| 13 | Charles Smith    | 23   | 5  | 0  | 6.0  | 0.6 | 1.4  | .429 | 0.0 | 0.0 |      | 0.6 | 1.0 | .600 | 0.0 | 0.4 | 0.4  | 1.2 | 0.2 | 0.0 | 0.6 | 1.4 | 1.8  |
| 14 | Stojko Vranković | 27   | 31 | 0  | 5.4  | 0.8 | 1.7  | .462 | 0.0 | 0.0 |      | 0.3 | 0.6 | .556 | 0.5 | 1.2 | 1.6  | 0.1 | 0.0 | 0.9 | 0.8 | 1.4 | 1.9  |
| 15 | Dave Popson      | 26   | 19 | 0  | 3.4  | 0.7 | 1.7  | .406 | 0.0 | 0.0 |      | 0.5 | 0.5 | .900 | 0.4 | 0.4 | 0.7  | 0.1 | 0.1 | 0.1 | 0.3 | 0.6 | 1.8  |

### Playoffs
| Rk | Jugador          | Edad | P  | PT | MP   | TC  | TCI  | %TC   | T3  | T3I | %T3  | TL  | TLI | %TL  | RO  | RD  | RT  | AS  | RB  | TAP | BP  | FP  | PTS  |
| -- | ---------------- | ---- | -- | -- | ---- | --- | ---- | ----- | --- | --- | ---- | --- | --- | ---- | --- | --- | --- | --- | --- | --- | --- | --- | ---- |
| 1  | Reggie Lewis     | 25   | 11 | 11 | 42.0 | 8.6 | 17.7 | .487  | 0.0 | 0.4 | .000 | 5.1 | 6.2 | .824 | 1.6 | 4.5 | 6.2 | 2.9 | 1.1 | 0.5 | 1.8 | 3.0 | 22.4 |
| 2  | Larry Bird       | 34   | 10 | 10 | 39.6 | 6.2 | 15.2 | .408  | 0.3 | 2.1 | .143 | 4.4 | 5.1 | .863 | 0.8 | 6.4 | 7.2 | 6.5 | 1.3 | 0.3 | 1.9 | 2.8 | 17.1 |
| 3  | Kevin McHale     | 33   | 11 | 1  | 34.2 | 7.1 | 13.5 | .527  | 0.5 | 1.0 | .545 | 6.0 | 7.3 | .825 | 1.6 | 4.9 | 6.5 | 1.8 | 0.5 | 1.3 | 1.3 | 3.8 | 20.7 |
| 4  | Robert Parish    | 37   | 10 | 10 | 29.6 | 5.8 | 9.7  | .598  | 0.0 | 0.0 |      | 4.2 | 6.1 | .689 | 3.3 | 5.9 | 9.2 | 0.6 | 0.8 | 0.7 | 1.6 | 3.4 | 15.8 |
| 5  | Brian Shaw       | 24   | 11 | 11 | 28.7 | 4.3 | 9.1  | .470  | 0.1 | 0.3 | .333 | 2.4 | 2.7 | .867 | 0.7 | 2.7 | 3.5 | 4.6 | 0.9 | 0.1 | 2.3 | 3.1 | 11.0 |
| 6  | Dee Brown        | 22   | 11 | 0  | 25.8 | 4.8 | 9.8  | .491  | 0.0 | 0.5 | .000 | 2.5 | 3.1 | .824 | 0.8 | 3.3 | 4.1 | 3.7 | 1.0 | 0.5 | 2.0 | 2.9 | 12.2 |
| 7  | Kevin Gamble     | 25   | 11 | 11 | 21.6 | 2.6 | 5.5  | .483  | 0.0 | 0.0 |      | 0.7 | 1.1 | .667 | 0.3 | 0.9 | 1.2 | 1.7 | 0.4 | 0.2 | 0.6 | 2.2 | 6.0  |
| 8  | Ed Pinckney      | 27   | 11 | 0  | 15.5 | 1.5 | 1.9  | .762  | 0.0 | 0.0 |      | 1.5 | 1.9 | .810 | 2.1 | 1.5 | 3.6 | 0.2 | 0.5 | 0.2 | 0.2 | 1.5 | 4.5  |
| 9  | Derek Smith      | 29   | 10 | 0  | 8.6  | 0.9 | 2.1  | .429  | 0.0 | 0.1 | .000 | 1.1 | 1.4 | .786 | 0.2 | 0.7 | 0.9 | 0.5 | 0.3 | 0.1 | 0.8 | 2.0 | 2.9  |
| 10 | Joe Kleine       | 29   | 5  | 1  | 6.2  | 0.8 | 1.8  | .444  | 0.0 | 0.0 |      | 0.0 | 0.0 |      | 1.0 | 1.2 | 2.2 | 0.2 | 0.0 | 0.0 | 0.4 | 1.4 | 1.6  |
| 11 | Stojko Vranković | 27   | 1  | 0  | 4.0  | 1.0 | 1.0  | 1.000 | 0.0 | 0.0 |      | 0.0 | 1.0 | .000 | 0.0 | 2.0 | 2.0 | 0.0 | 0.0 | 0.0 | 1.0 | 2.0 | 2.0  |
| 12 | Michael Smith    | 25   | 2  | 0  | 3.0  | 0.5 | 1.0  | .500  | 0.0 | 0.5 | .000 | 0.0 | 0.0 |      | 0.0 | 0.0 | 0.0 | 0.5 | 0.0 | 0.0 | 0.0 | 1.0 | 1.0  |

## Galardones y récords
| Jugador/Entrenador | Galardón                            |
| Dee Brown          | Mejor quinteto de rookies de la NBA |
| Larry Bird         | All-Star                            |
| Kevin McHale       | All-Star                            |
| Robert Parish      | All-Star                            |